# جام حذفی فوتبال تهران ۳۷–۱۳۳۶
جام حذفی تهران ۳۷–۱۳۳۶ که با نام مسابقات حذفی باشگاه‌های تهران نیز شناخته می‌شد یک دوره از مسابقات جام حذفی تهران بود که در سال‌های ۱۳۳۶ و ۱۳۳۷ برگزار شد و با قهرمانی تیم شاهین به پایان رسید.این دوره هشتمین دوره بازی‌های جام حذفی فوتبال تهران بود.

## نحوه برگزاری بازی‌ها
این بازی‌ها در دو گروه و از آذر ۱۳۳۶ آغاز شد. مرحله گروهی در بهمن همان سال به پایان رسید و تیم‌های تاج و شاهین به دیدار فینال رسیدند.

## فینال
فینال در ۵ اردیبهشت ۱۳۳۷ برگزار شد و با تساوی ۱–۱ دو تیم شاهین و تاج به پایان رسید. از آن‌جایی که در آن زمان قانون ضربات پنالتی هنوز در فوتبال اجرا نشده بود باید بازی تکراری برگزار می‌شد. بازی تکراری با نتیجه چند روز بعد برگزار شد و با نتیجه ۳–۲ به سود تاج در جریان بود که به دلیل تاریکی هوا داور بازی را متوقف کرد. بازیکنان تاج که تیم خود را برنده می‌دانستند به این تصمیم داور معترض شدند و به دنبال آن جام قهرمانی را از روی میز جوایز برداشتند و از ورزشگاه خارج شدند و این کار خود باعث درگیری هواداران دو تیم در بیرون ورزشگاه شد. در نهایت فدراسیون فوتبال ایران برای تعیین سرنوشت قهرمان از فدراسیون بین‌المللی فوتبال، فیفا استعلام کرد و فیفا رای به برگزاری دوباره فینال داد. برگزاری بازی تکراری به دلایل مختلف از جمله حضور تیم ملی فوتبال ایران در بازی‌های آسیایی ۱۹۵۸ با تاخیر بسیار و در ۱۶ آبان ۱۳۳۷ برگزار شد. شاهین بازی تکراری را ۲–۰ برد و به عنوان قهرمانی رسید. برای شاهین امیرمسعود برومند و ناصر رضاقلی (گل به خودی) گل زدند. این چهارمین عنوان قهرمانی شاهین در این مسابقات، بعد از سه قهرمانی متوالی در سال‌های ۱۳۲۷، ۱۳۲۸ و ۱۳۲۹ بود.

## قهرمان
| قهرمان جام حذفی تهران ۳۷–۱۳۳۶ |
| ----------------------------- |
| شاهین                         |
| چهارمین قهرمانی               |